# Gustaf Lundgren (lappmissionär)
Gustaf Adolf Lundgren, född 4 augusti 1893 i Bjuvs socken, död den 4 mars 1954, var en svensk missionär bland svenska samer i Lappland.
Gustaf Lundgren var son till arbetschefen Sven Lundgren och Josefina Lundgren. Han utbildade sig på Mora och Sigtuna folkhögskolor samt vid Svenska kyrkans lekmannaskola i Sigtuna. Han anställdes i februari 1927 som lappmissionär i Västerbottens missionsdistrikt inom Sorsele lappmark, en befattning han hade till sin död. Han förde dagböcker åren 1927-53, vilka donerades till Västerbottens museum i Umeå Han har också efterlämnat ett antal fotografier från sina resor, som också finns på i museets samlingar. Ett personarkiv finns också i Landsarkivet i Härnösand.
Han var gift med Gerda Lundgren. 
| ”                      | Gustaf Lundgrens gärning som lappmissionär var förknippat med en kärlek och en ödmjukhet till sina medmänniskor. Detta vittnar hans dagböcker om. Han var en duktig skribent och hans dagliga anteckningar ger oss beskrivningar av förhållandena i trakterna kring Sorsele och Ammarnäs under 1920-40-talen. | „ |
| – Västerbottens museum | |   |